# Thomas Östros
Thomas Östros (ur. 26 stycznia 1965 w Gällivare) – szwedzki polityk i ekonomista, działacz Szwedzkiej Socjaldemokratycznej Partii Robotniczej, poseł do Riksdagu, w latach 1996–2006 członek rządu Görana Perssona.

## Życiorys
Absolwent administracji publicznej (1990) i ekonomii (1994) na Uniwersytecie w Uppsali. Był sekretarzem do spraw organizacyjnych Ligi Młodych Szwedzkiej Socjaldemokracji (SSU), doradcą w resorcie finansów, działaczem związkowym oraz pracownikiem związkowego instytutu badań ekonomicznych.
W latach 1991–1996 zasiadał w radzie miejskiej Uppsali. W 1994 wybrany na posła do Riksdagu. Reelekcję uzyskiwał w 1998, 2002, 2006 i 2010, będąc członkiem szwedzkiego parlamentu do 2012.
Od 1996 do 2006 wchodził w skład gabinetu Görana Perssona. Był wśród trzech osób (poza premierem), które zasiadały w tym rządzie przez cały dziesięcioletni okres jego funkcjonowania. W latach 1996–1998 pełnił funkcję ministra ds. podatków w Ministerstwie Finansów. Następnie do 2004 kierował resortem edukacji, zaś w latach 2004–2006 stał na czele Ministerstwa Przemysłu, Zatrudnienia i Komunikacji.
W 2011 zrezygnował z członkostwa we władzach krajowych socjaldemokratów. W latach 2012–2015 był dyrektorem generalnym Svenska Bankföreningen, szwedzkiego zrzeszenia banków. Następnie powołany na dyrektora wykonawczego ds. Europy Północnej w Międzynarodowym Funduszu Walutowym. W 2020 został natomiast wiceprezesem Europejskiego Banku Inwestycyjnego.